# Mauzel
Mauzel (englischer Originaltitel The Mousehole Cat) ist ein Bilderbuch der britischen Kinderbuchautorin Antonia Barber, das im Jahr 1990 mit Illustrationen von Nicola Bayley beim Verlag Walker Books veröffentlicht wurde. Die deutsche Erstausgabe erschien 1996 beim Lappan Verlag.

## Inhalt
Die schwarz-weiße Katze Mauzel wohnt zusammen mit dem alten Tom in einer behaglichen Hütte in dem kleinen Fischerdörfchen Mousehole in Cornwall. Wenn Tom nicht gerade mit seinem kleinen Boot beim Fischen ist, kümmert er sich liebevoll um Mauzel, die seine aus frischem Fisch zubereiteten Gerichte wie Kedgeree oder Stargazy Pie überaus schmackhaft findet.
Eines Winters kommt ein heftiger Sturm auf, der die Fischer daran hindert, aus dem kleinen Hafen auszulaufen und ihrer Arbeit nachzugehen. Der ‚Mächtige Sturmkater‘ lässt nicht locker und schon bald gehen die Nahrungsmittel zur Neige, sodass die Bewohner und ihre Haustiere hungern müssen. Weil Tom schon lange Witwer ist und seine Kinder erwachsen sind und nicht mehr bei ihm wohnen, beschließt er, frühmorgens am Tag vor Weihnachten der Gefahr des gewaltigen Sturms zu trotzen und durch die enge Hafeneinfahrt zu rudern, um zu seinen Fangplätzen zu gelangen. Und da sich Mauzel ein Leben ohne Tom nicht vorstellen kann, begleitet sie Tom auf dessen wagemutiger Ausfahrt.
Als Mauzel das Jaulen des Sturmkaters vernimmt, empfindet sie Mitleid mit ihm und fängt an zu singen, so wie sie früher ihre kleinen Kätzchen beruhigt hat. Ihr Gesang besänftigt tatsächlich den Sturmkater, sodass Tom und Mauzel die Fahrt über die raue See zu Toms Fangplätzen gelingt. Der Sturmkater spielt mit dem kleinen Boot, doch Mauzels Gesang beruhigt ihn immer wieder aufs Neue. Und als die Katze nach einem reichlichen Fang – und bereits in Gedanken an all die leckeren Fischgerichte – auch noch laut zu schnurren beginnt, wird aus dem Mächtigen Sturmkater schließlich ein sanftes Sturmkätzchen.
Tom und Mauzel schaffen daraufhin die sichere Rückkehr in den Hafen, wo alle Bewohner Kerzen und Lampen in ihre Fenster gehängt haben, um Tom den Weg zu weisen. Und weil ihr Fang für das ganze Dorf reicht, werden alle Bewohner und ihre Haustiere endlich wieder satt. Zu Ehren von Tom und Mauzel wird seither jedes Jahr in Mousehole zu Weihnachten ein Fischfest veranstaltet, bei dem das ganze Dorf hell erleuchtet wird.

## Rezeption
Geraldine Brennan schreibt in ihrer Rezension: „Der erste Teil der Geschichte ist witzig und behaglich; hier werden typische Dorfszenen (im Pub, im Laden, in Toms Hütte) präsentiert. Nicola Bayleys pointillistischer Malstil lässt die aufwändigen Interieurs wie emailliert erscheinen. Die Fasern der Taue, die Maschen von Toms Pullover, die Prägung des Eisenofens – alles wird höchst detailliert dargestellt. Man hat den Eindruck einer eingeschworenen Gemeinschaft, die sich auf den Winter einstellt. Die Sturm-Szenen hingegen sind voller Licht und Dynamik und zeigen die fantastische Parallelwelt hinter den Hafenmauern, voller Aufregung und Gefahr.“ Susan Hepler schreibt im School Library Journal: „Die Geschichte wird geschickt aus der Sicht der Katze erzählt, wobei die ozeanische Sturmkatze sowohl im Text als auch in den blaugrünen Strudeln von Bayleys leuchtenden Gemälden verkörpert wird, die Nuancen, Details, Bewegungen und Gefühle mit Energie und Rhythmus einfangen. Schmale, mit Meeresmotiven verzierte Balken umrahmen den Text in diesem wunderbaren Bilderbuch.“

## Referenzen
Mauzel ist in dem literarischen Nachschlagewerk 1001 Kinder- und Jugendbücher – Lies uns, bevor Du erwachsen bist! für die Altersstufe 3+ Jahre enthalten.

## Ausgaben
- The Mousehole Cat. Walker Books, UK 1990 (englisch).
- Mauzel. Lappan, 1996.